# Scandale royal du baccara

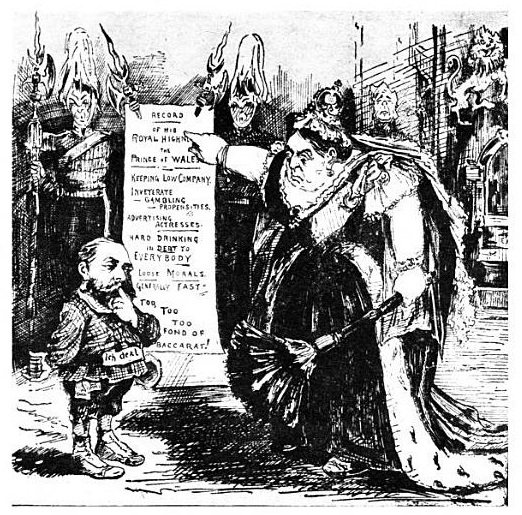
caricature faite en 1891, sur le scandale royal du baccara

Le scandale royal du baccara, aussi connu comme l'affaire Tranby Croft, est un scandale de jeux britannique de la fin du XIXe siècle, impliquant le Prince de Galles, le futur roi Édouard VII. 
Le scandale a commencé lors d'une fête, en septembre 1890, lorsque Sir William Gordon Cumming, lieutenant-colonel décoré de la garde écossaise, a été accusé de triche au baccara.
Édouard avait été invité à séjourner au Tranby Croft, dans le Yorkshire, la maison d' Arthur Wilson et de sa famille. Parmi les convives d'Édouard figurent ses conseillers, Lord Coventry et le Lieutenant-Général Owen Williams ; Gordon Cumming, un ami du prince, a également été invité. Le premier soir, les invités jouèrent au baccara, et Stanley Wilson pensait avoir vu Gordon Cumming ajouter illégalement des cartes à son jeu. Stanley a informé les autres membres de la famille Wilson, et ils ont accepté de le surveiller le soir suivant. Gordon Cumming a de nouveau été considéré comme agissant de manière suspecte. Les membres de la famille ont demandé l'avis des courtisans qui, avec l'accord du prince, ont confronté Gordon Cumming et exercèrent sur lui des pressions afin qu'il signe un document qui déclarant qu'il ne jouerait plus jamais aux cartes, en échange du silence des invités.
Le secret ne fut pas gardé longtemps, et Gordon Cumming demanda un démenti de la famille Wilson, qu'il considérait responsable de la fuite. Ils refusèrent, en conséquence de quoi il déposa une assignation pour diffamation en février 1891. Malgré les efforts des courtisans du prince pour que l'affaire soit traitée par un tribunal militaire, l'affaire fut entendue en juin 1891. L'atmosphère lors du procès a été décrit comme étant semblable à un théâtre, et Édouard a été appelé comme témoin, l'héritier au trône n'avait plus été contraint de comparaître en cour depuis 1411. L'avocat principal de Gordon Cumming, le Solliciteur Général Sir Edward George Clarke, n'a réussi à persuader aucun des défendeurs pour changer leurs histoires, mais il a mis en évidence plusieurs inexactitudes et d'importantes divergences dans leurs éléments de preuve. Malgré un discours de clôture fort et apprécié par Clarke au nom de Gordon Cumming,la synthèse du juge a été décrite comme biaisée par certains, et le jury s'exprima contre le lieutenant-colonel.
Gordon Cumming a été renvoyé de l'armée le lendemain, et a été mis à l'écart de la société pour le reste de sa vie. Un chef de file du Times a dit qu'il « a commis une offense mortelle. La société ne peut plus le connaître ». L'opinion publique était de son côté et le prince fut à son plus bas niveau de popularité plusieurs années par la suite. L'affaire a ensuite suscité de l'intérêt de la part d'écrivains ; deux livres ont examiné la question, rendant compte des événements dans deux versions fictives.